# コスモス167号
コスモス167号（ロシア語: Космос-167、ラテン文字表記の例: Kosmos 167, Cosmos 167）とは、1967年にソビエト連邦が打上げた宇宙機である。金星探査機として宇宙待機軌道に打上げられたが、金星へ向かう軌道に乗せることが出来なかったため、コスモス衛星の名前が与えられた。

## 飛行
コスモス167号は1967年6月17日にモルニヤ-Mロケットによりバイコヌール宇宙基地より打上げられた。しかし上段ロケットの不具合のため金星へ向かう軌道へ移行出来ず、地球周回軌道を回り続けた。打上げ8日後の6月25日、地球の大気圏へ再突入した。
この探査機は5日先立って打上げられたベネラ4号と同様の設計であったと考えられている。